# Ентонівіль (Арканзас)
Ентонівіль (англ. Anthonyville) — місто (англ. town) в США, в окрузі Кріттенден штату Арканзас. Населення — 135 осіб (2020).

## Географія

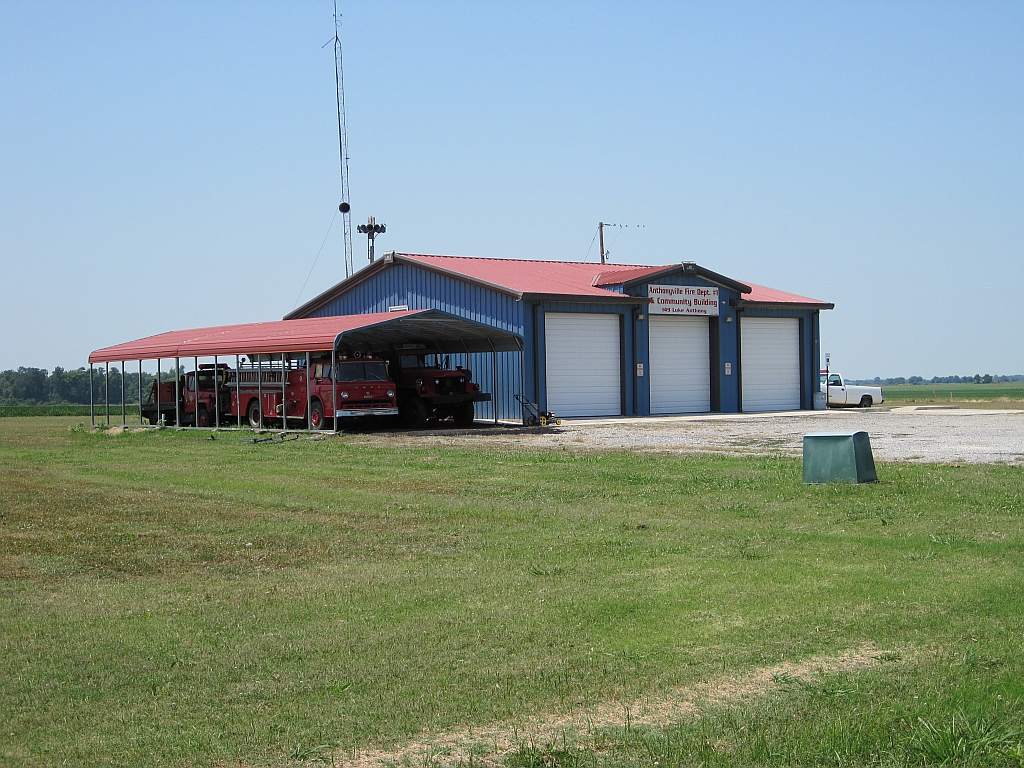
Пожежна станція Ентонівілла

Ентонівіль розташований на висоті 63 метри над рівнем моря за координатами 35°2′23″ пн. ш. 90°20′26″ зх. д. / 35.03972° пн. ш. 90.34056° зх. д. (35.039682, -90.340499).  За даними Бюро перепису населення США в 2010 році місто мало площу 0,29 км², уся площа — суходіл. В 2017 році площа становила 0,20 км², уся площа — суходіл.

## Демографія
Згідно з переписом 2010 року, у місті мешкала 161 особа в 63 домогосподарствах у складі 44 родин. Густота населення становила 551 особа/км².  Було 66 помешкань (226/км²). 
Расовий склад населення:
| - 89,4 % — чорних або афроамериканців - 8,7 % — білих |

До двох чи більше рас належало 1,9 %. Іспаномовні складали 0,0 % від усіх жителів.
За віковим діапазоном населення розподілялося таким чином: 17,4 % — особи молодші 18 років, 64,0 % — особи у віці 18—64 років, 18,6 % — особи у віці 65 років та старші. Медіана віку мешканця становила 48,2 року. На 100 осіб жіночої статі у місті припадало 117,6 чоловіків;  на 100 жінок у віці від 18 років та старших — 107,8 чоловіків також старших 18 років.
Середній дохід на одне домашнє господарство  становив 38 421 долар США (медіана — 19 400), а середній дохід на одну сім'ю — 42 592 долари (медіана — 19 400). За межею бідності перебувало 16,0 % осіб, у тому числі 72,7 % дітей у віці до 18 років та 4,0 % осіб у віці 65 років та старших.
Цивільне працевлаштоване населення становило 59 осіб. Основні галузі зайнятості: роздрібна торгівля — 20,3 %, виробництво — 13,6 %, інформація — 13,6 %.

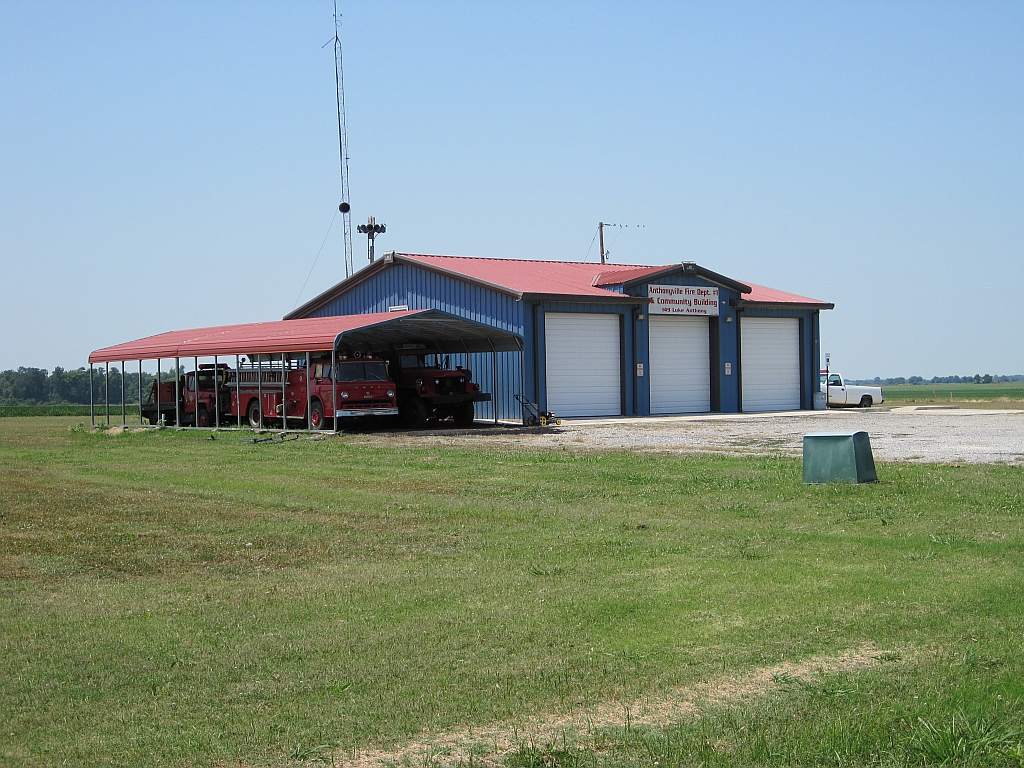
Пожежна станція Ентонівілла

За даними перепису населення 2000 року в Ентонівілі проживало 250 осіб, 52 родини, налічувалося 82 домашніх господарств і 87 житлових будинків. Середня густота населення становила близько 833,3 осіб на один квадратний кілометр. Расовий склад Ентонівіля за даними перепису розподілився таким чином: 2,80 % білих, 96,40 % — чорних або афроамериканців, 0,80 % — інших народів. Іспаномовні склали 0,80 % від усіх жителів містечка.
З 82 домашніх господарств в 34,1 % — виховували дітей віком до 18 років, 34,1 % представляли собою подружні пари, які спільно проживали, в 23,2 % сімей жінки проживали без чоловіків, 35,4 % не мали сімей. 32,9 % від загального числа сімей на момент перепису жили самостійно, при цьому 14,6 % склали самотні літні люди у віці 65 років та старше. Середній розмір домашнього господарства склав 3,05 особи, а середній розмір родини — 4,02 особи.
Населення містечка за віковим діапазоном за даними перепису 2000 року розподілилося таким чином: 38,4 % — жителі молодше 18 років, 6,4 % — між 18 і 24 роками, 24,4 % — від 25 до 44 років, 15,6 % — від 45 до 64 років і 15,2 % — у віці 65 років та старше. Середній вік мешканця склав 31 рік. На кожні 100 жінок в Ентонівілі припадало 115,5 чоловіків, у віці від 18 років та старше — 108,1 чоловіків також старше 18 років.
Середній дохід на одне домашнє господарство в містечкі склав 23 750 доларів США, а середній дохід на одну сім'ю — 32 344 долара. При цьому чоловіки мали середній дохід в 25 357 доларів США на рік проти 18 636 доларів середньорічного доходу у жінок. Дохід на душу населення в містечкі склав 8825 доларів в рік. 28,4 % від усього числа сімей в окрузі і 32,2 % від усієї чисельності населення перебувало на момент перепису населення за межею бідності, при цьому 36,2 % з них були молодші 18 років і 48,7 % — у віці 65 років та старше.